# 斯蒂芬·科德曼
斯蒂芬·科德曼（英语：Stephen Codman，1796年—1852年10月6日）是加拿大裔英国作曲家。他的已知作品可全部追溯至1835年前，主要为独奏或合唱作品。 

## 早年生活和教育
科德曼出生于英国诺里奇，师从约翰·克里斯马斯·贝克威思和威廉·克罗奇。 

## 生涯
1816年，科德曼来到加拿大，担任魁北克市圣三一大教堂的风琴师一职，前任为John Bentley。 他担任此职直至36年后在魁北克市去世。 
他的两首艺术歌曲《仙女之歌》（The Fairy Song） 和《她们并不都是甜蜜的夜莺》（They Are Not All Sweet Nightingales）由古尔丁与达尔曼出版社（Goulding, D'Almaine, and Co）于1827年出版，成为加拿大历史上发行量最大的作品之一  。他还为管风琴创作了器乐作品，题为《祈祷》（Invocation）。 